# Trifels
Trifels je zřícenina hradu v Německu. Nachází se ve Falci, asi 45 kilometrů severozápadně od Karlsruhe, na kopci Sonnenberg nad městem Annweiler.

## Historie
- 1081 – první zmínka o Trifelsu v darovací listině
- 1113 – Trifels uváděn jako říšský hrad
- 1125 – vévoda Fridrich Švábský na hradě uschovává říšské klenoty po smrti císaře Jindřicha V.
- kolem 1190 – stavba hlavní věže
- 1193–1194 – věznění Richarda Lví srdce
- 1194 – Trifels je počátkem válečného tažení císaře Jindřicha VI. proti Normanům a nakonec se stává další rok úkrytem Normanského pokladu
- 1208 – úschova říšských klenotů kancléřem Konrádem III. po zavraždění krále Filipa Švábského
- 1219 – Annweiler obdržel městská práva, ale jeho mincovní právo bylo propůjčeno ve prospěch Trifelsu
- kolem 1230 – zahájena druhá stavební etapa (studniční věž, obvodová zeď a další)
- 1235 – Fridrich II. zde uvěznil svého vzbouřeného syna Jindřicha, sicilského krále. Byl to druhý nejvýznamnější zdejší vězeň.
- 1246–1298 – návrat říšských klenotů na Trifels
- 1330 – hrad připojen k Rýnské Falci
- po 1400 – úpadek hradu
- 1410 – hrad se stává majetkem vévodství Pfalz-Zweibrücken
- 1602 – hrad je zničen po zásahu bleskem a to je začátek jeho zániku
- 1841 – Bavorsko začíná s obnovou hradu
- 1937 – na příkaz bavorského premiéra L. Sieberta se výstavby hradu ujímá architekt Rudolf Esterer
- 1954–1974 – po přerušení stavebních prací válkou je pokračováno v obnově hradu

## Galerie

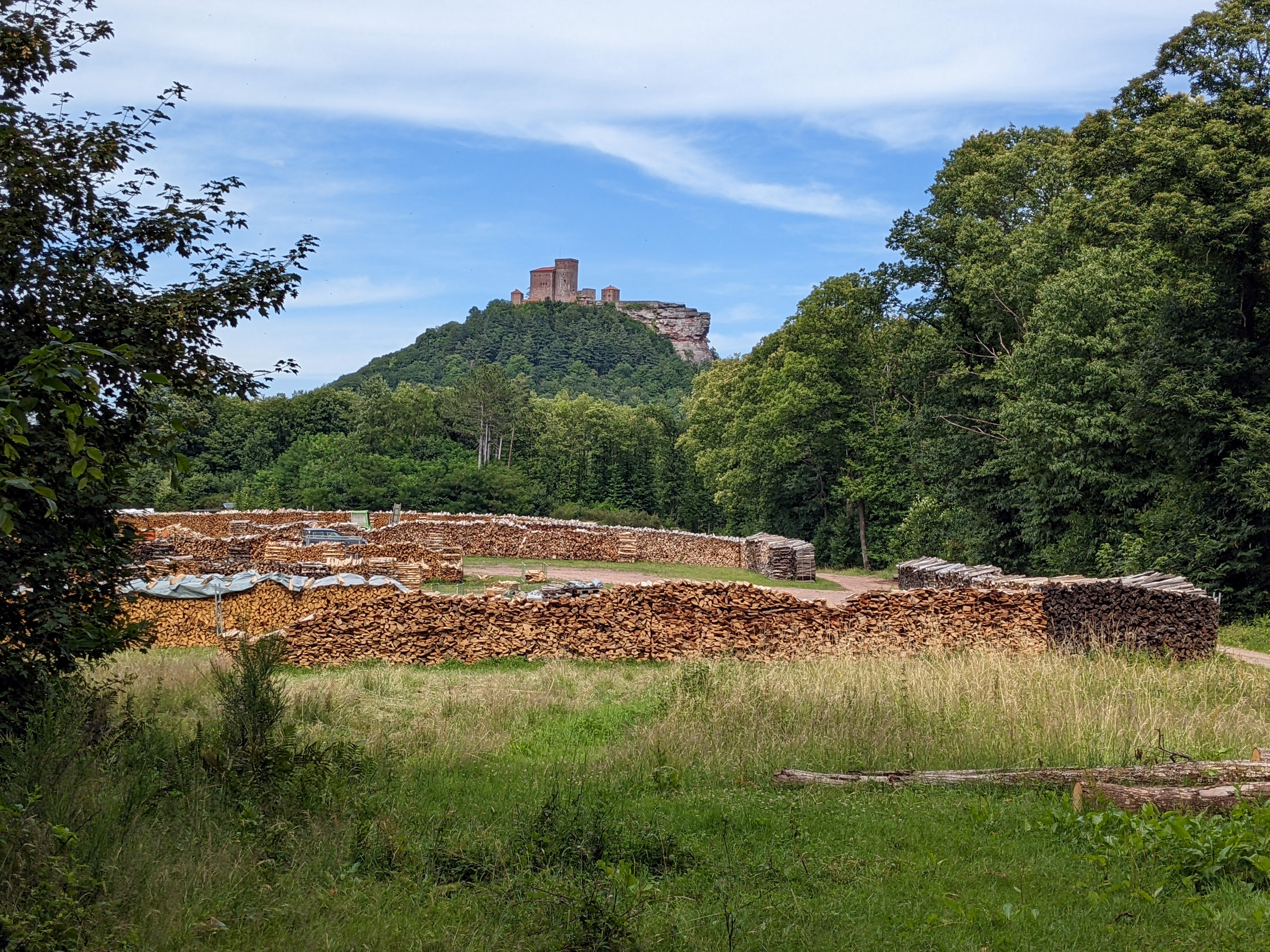
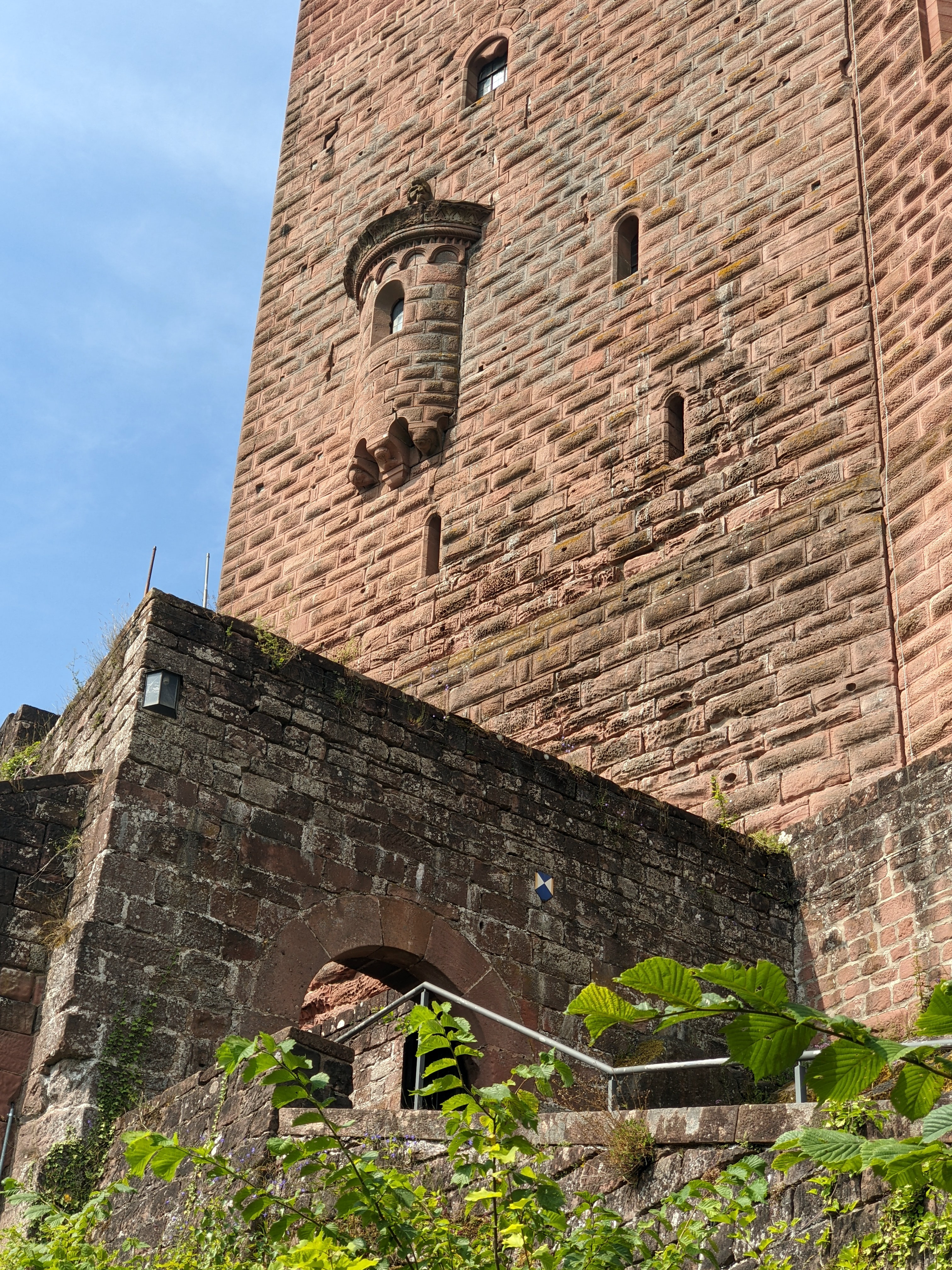
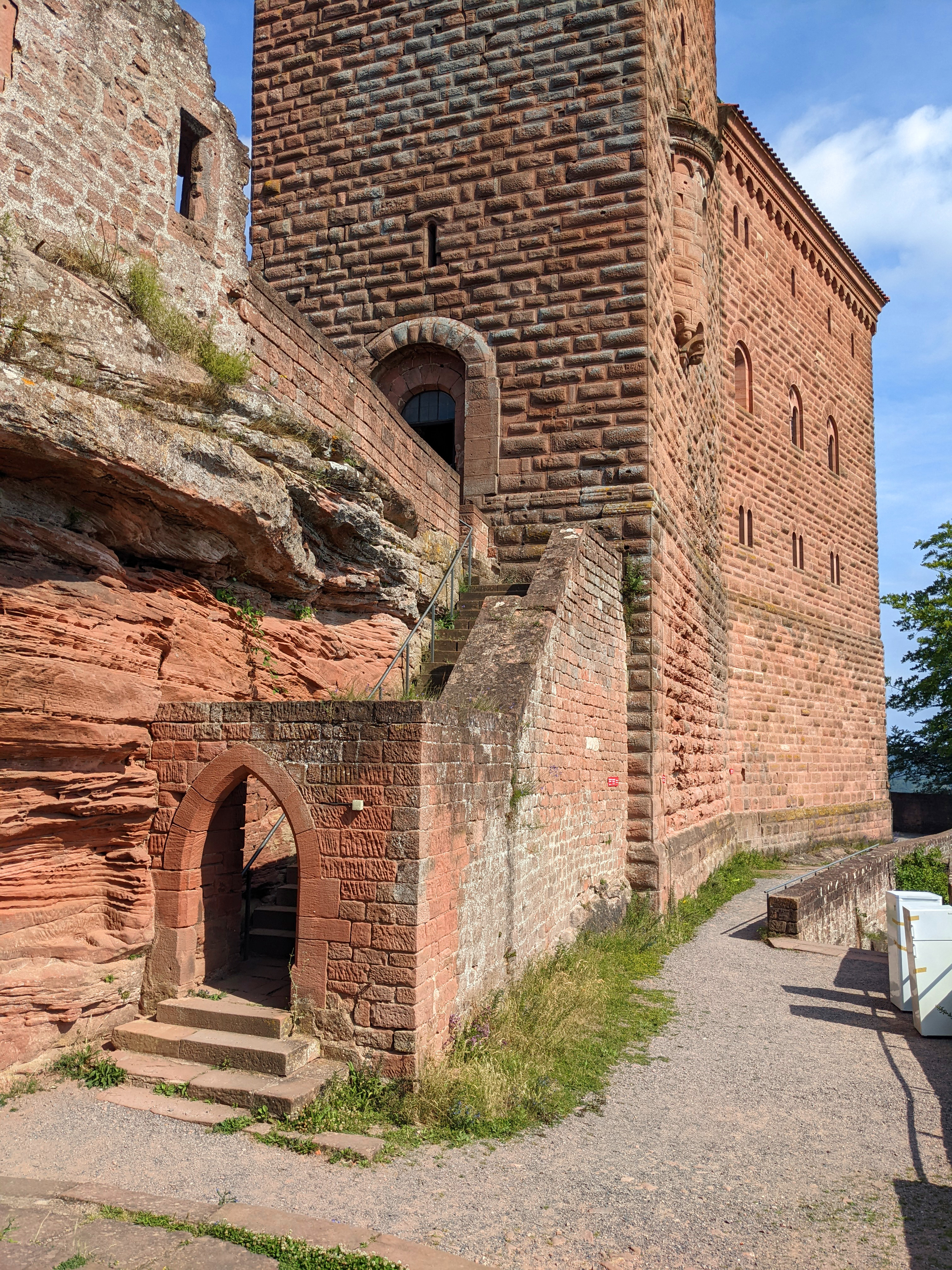
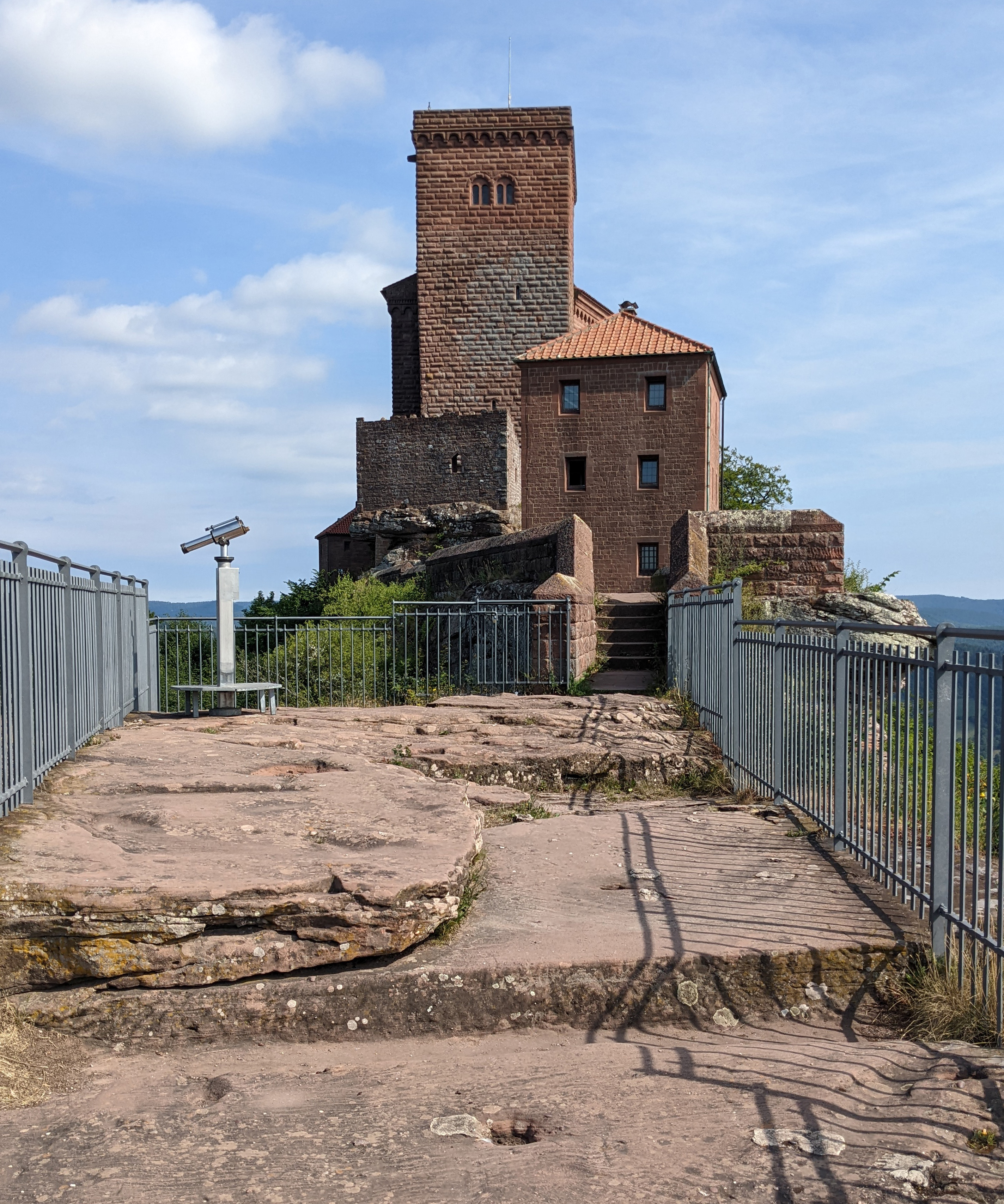
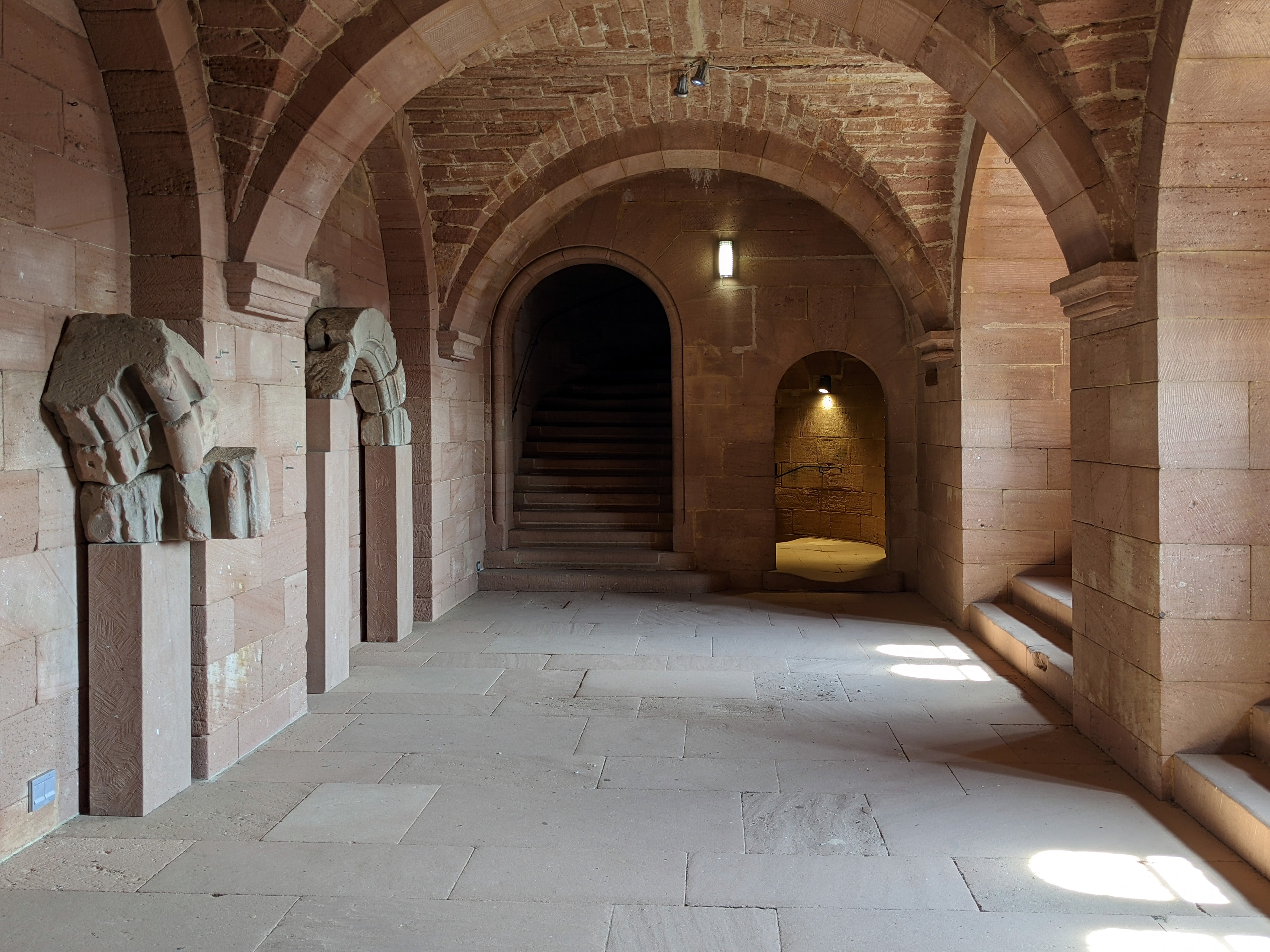
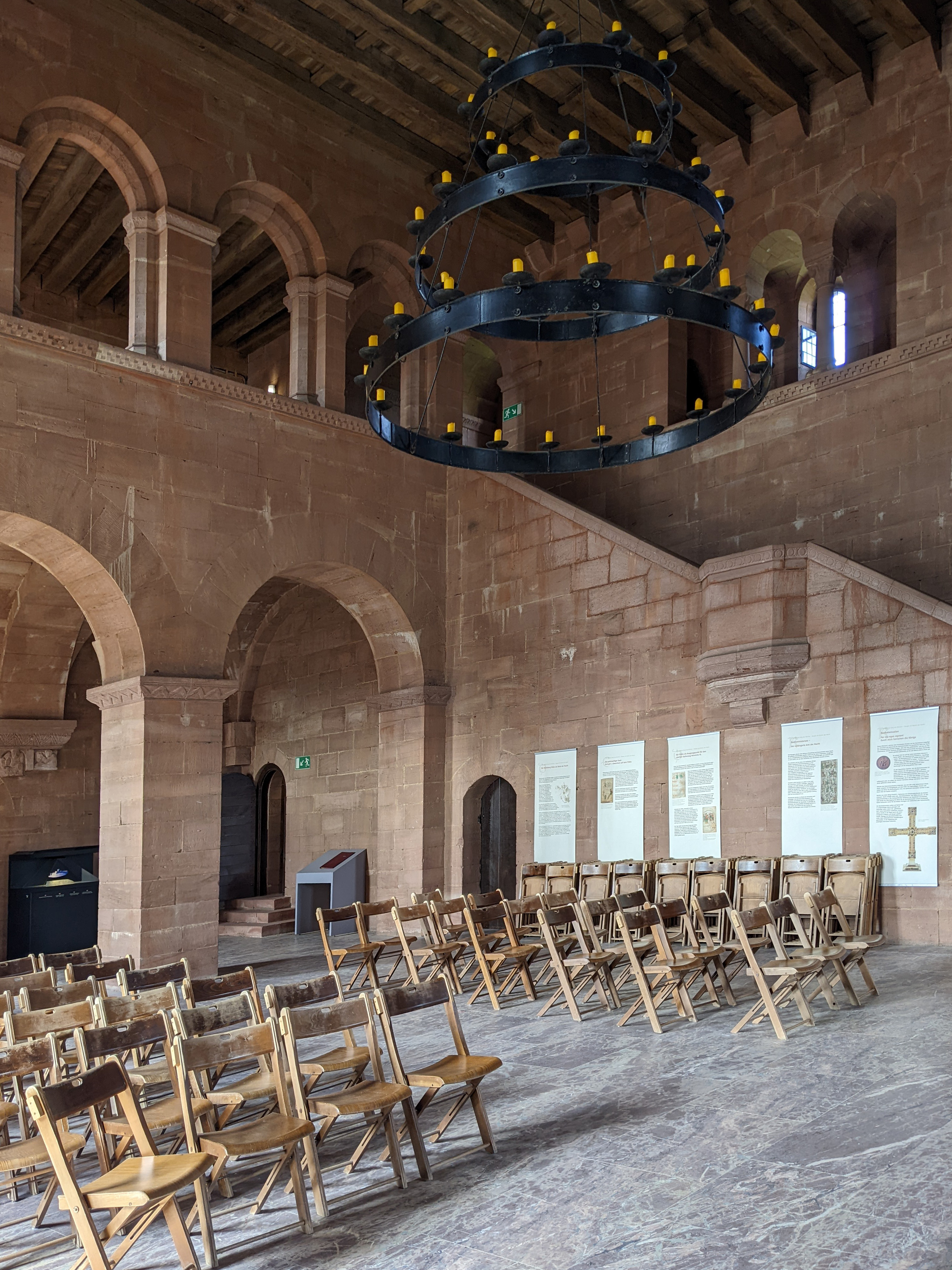
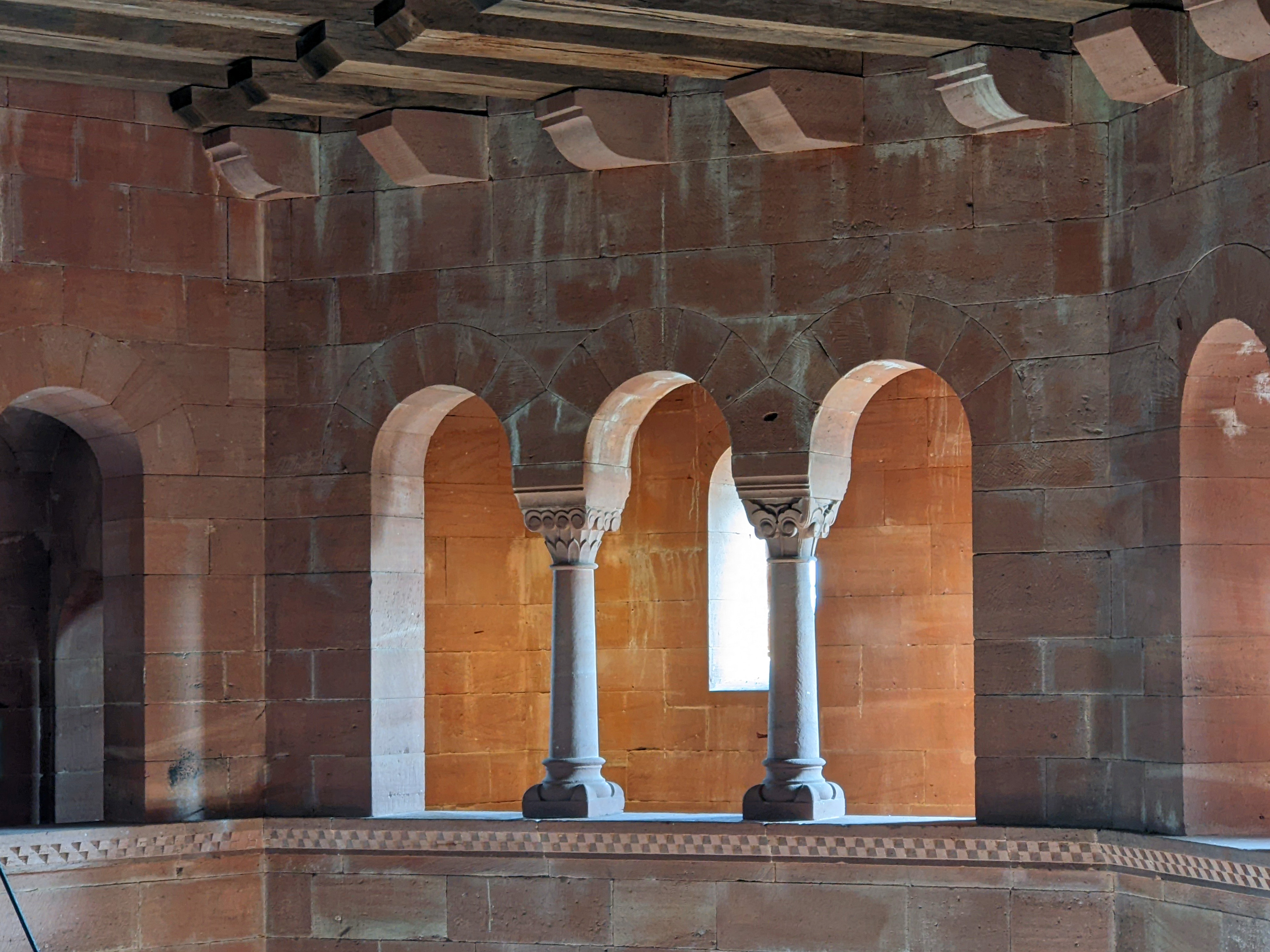
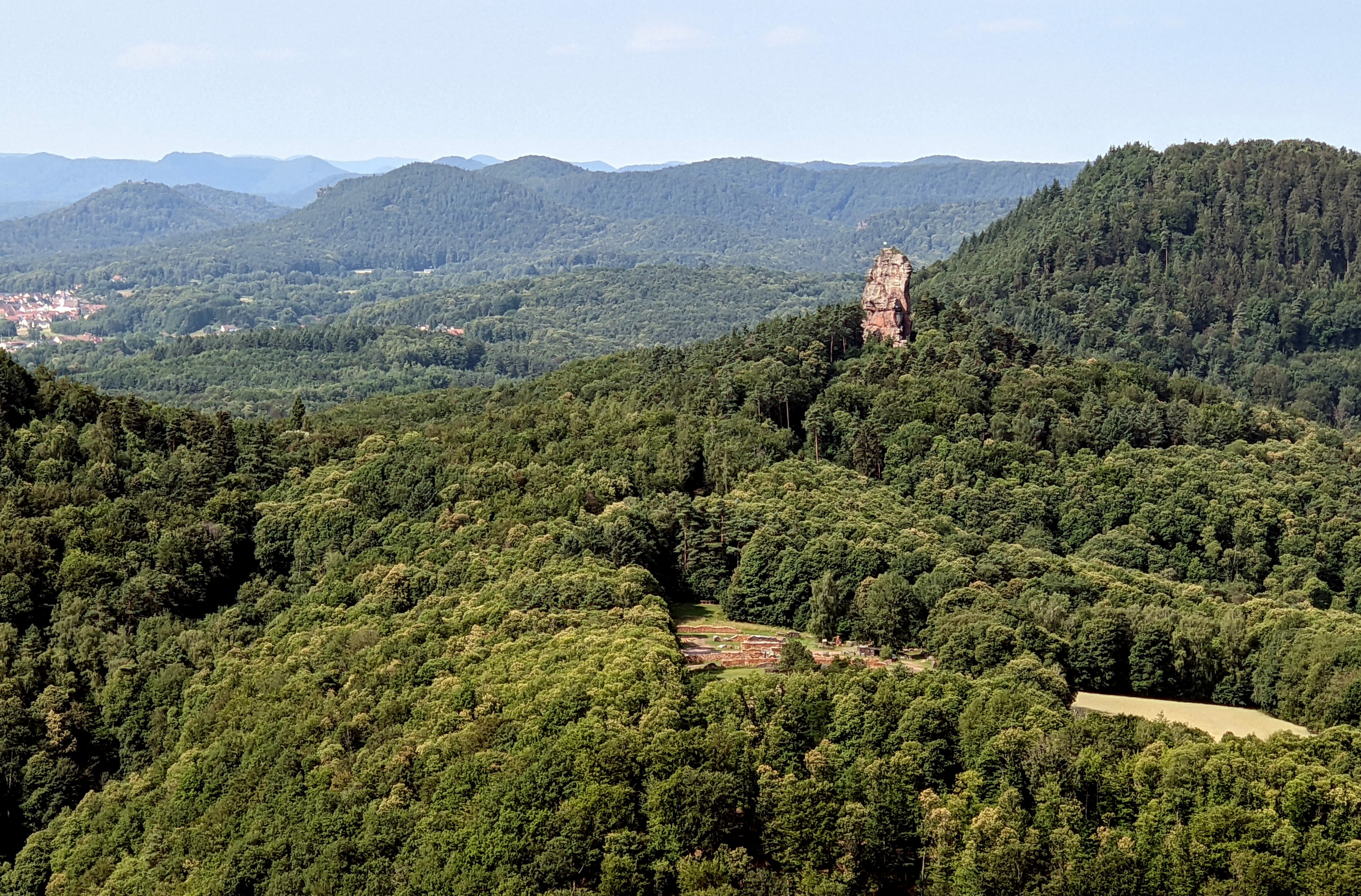